# Inventario de Presas y Embalses de España
El Inventario de Presas y Embalses de España es un instrumento de gestión del Gobierno de España para asegurar la seguridad y funcionalidad de las presas y embalses de España. El inventario es gestionado por el Ministerio de Agricultura, Pesca y Alimentación del Gobierno de España.
El inventario incluye mapas digitales con información como la tipología de presas, características geométricas y geográficas, características de la cuenca y el embalse, usos de las presas, etcétera. El inventario permite al usuario y al órgano gestor darse cuenta con rapidez de la información relevante de la presa y el embalse y que posibiliten la realización de consultas sobre esa información.